# (36101) 1999 RY115
1999 RY115 (asteroide 36101) é um asteroide da cintura principal. Possui uma excentricidade de 0.15062970 e uma inclinação de 12.06246º.
Este asteroide foi descoberto no dia 9 de setembro de 1999 por LINEAR em Socorro.